# Antoine Zeghdar
Antoine Zeghdar, född 22 maj 1999, är en fransk rugbyspelare. Han ingick i det franska lag som tog guld i sjumannarugby vid OS 2024 i Paris.